# دنيس باول (ملاكم)
دنيس باول (بالإنجليزية: Dennis Powell)‏ مواليد 12 ديسمبر 1924 في ويلز - الوفاة 27 مايو 1993 في ويلز، كان ملاكم محترف ويلزي صنّف ضمن فئة وزن خفيف المتوسط.

## إحصائيات
خاض خلال مسيرته 68 نزالا، فاز في 42 وتعادل في 4 وخسر في 22. فاز بالضربة القاضية في 18 نزالا.

## روابط خارجية
- دنيس باول على موقع بوكس ريك (الإنجليزية) (registration required)